# 会津蒲生駅
会津蒲生駅（あいづがもうえき）は、福島県南会津郡只見町大字蒲生字久保にある、東日本旅客鉄道（JR東日本）只見線の駅である。

## 歴史
国鉄会津線の会津川口駅から只見駅までの開通とともに開業。当時会津川口と只見の間には当駅と会津横田駅しか設けられていなかった。

### 年表
- 1963年（昭和38年）8月20日：開業[1][2]。旅客のみ取り扱う無人駅[3]。
- 1987年（昭和62年）4月1日：国鉄分割民営化により、東日本旅客鉄道（JR東日本）の駅となる[1]。
- 2011年（平成23年）
  - 7月30日：新潟福島豪雨により、営業を休止。
  - 11月1日：会津川口 - 当駅 - 只見間でバス代行を開始[4]
- 2022年（令和4年）10月1日：只見線の全線運転再開に伴い、営業を再開[5]。あわせて、バス代行を終了。

## 駅構造
単式ホーム1面1線を有する地上駅である。ホームは列車1両分の長さしかないため、2両以上の編成を持つ列車では、進行方向前側の車両の扉を使っての乗降となる。
線路はカーブしながらほぼ東西に走り、その南側に短いホームが添えられている。ホームの只見方の端に階段があり、駅へはこれを使って出入りする。
会津若松駅管理の無人駅である。駅舎はないが、ホームに接して開業当初からの小さな待合所が設けられている。待合所の内部には作りつけの長いすがあり、座布団などが置かれているほか、1967年（昭和42年）12月の豪雪の際に、蒲生の住民が除雪作業に協力したことに対する国鉄仙台鉄道管理局からの感謝状が飾られている。

## 利用状況
「福島県統計年鑑」によると、2000年度（平成12年度）- 2004年度（平成16年度）の1日平均乗車人員の推移は以下のとおりであった。
| 乗車人員推移       | 乗車人員推移     | 乗車人員推移 |
| 年度               | 1日平均 乗車人員 | 出典         |
| ------------------ | ---------------- | ------------ |
| 2000年（平成12年） | 3                | [ 6 ]        |
| 2001年（平成13年） | 3                | [ 7 ]        |
| 2002年（平成14年） | 3                | [ 8 ]        |
| 2003年（平成15年） | 3                | [ 9 ]        |
| 2004年（平成16年） | 0                | [ 10 ]       |

## 駅周辺
久保の集落にある。駅の北東にそびえる蒲生岳は標高800メートルほどながらせり立つような山容が特徴的であり、「東北のマッターホルン」などと呼ばれている。蒲生岳の登山口は久保と宮原の二つがあり、うち久保の登山口は当駅の北東にある二荒山神社のすぐそばにあって当駅からは西側にある踏切から北に行くとすぐ近くである。また、「カタクリ」の群生地がほど近いところにあり盛りには只見線の車内からも花畑のように見ることができる。
駅は北西から来た蒲生川が只見川に注ぐ地点に近く、久保のほか、駅とは蒲生川の対岸に当たる蒲生の集落や、駅の東側にあり宮原登山口がある宮原の集落の最寄り駅となる。国道252号はほぼ只見線や只見川に沿う形で東西に走り、蒲生・久保・宮原の各集落を結んでいる。
そのほか、駅の北すぐのところから小さな坂道を下って蒲生川沿いの低地に出ると、上原清水（かんぱらしみず）と呼ばれる小さな泉がある。

## 隣の駅
東日本旅客鉄道（JR東日本）
■只見線
会津塩沢駅 - 会津蒲生駅 - 只見駅